# Убивство Євгена Щербаня
Убивство Євгена Щербаня — гучна подія в політичному житті України кінця 1990-х, викликана убивством українського бізнесмена Євгена Щербаня 3 листопада 1996 року в аеропорту міста Донецька та подальшим розслідуванням убивства.
Убивство відбулось на тлі жорсткої конкуренції у сфері перерозподілу власності та зон впливу між українськими бізнесменами. Убивство та матеріали слідства в різний час намагались використати різні політичні сили України у політичній боротьбі.

## Убивство
Євгена Щербаня, його дружину та ще двох людей було вбито в режимній зоні летовища Донецького аеропорту близько 12 години дня після посадки приватного літака Як-40, на якому Щербань повернувся з Москви з ювілею Йосипа Кобзона.
Як встановило слідство, вбивство скоїв громадянин Росії Вадим Болотських двома пострілами впритул, решта людей загинули внаслідок хаотичної стрілянини з автомата його напарника Геннадія Зангеліді.

## Розслідування

### Версії щодо замовників убивства
Серед ймовірних замовників вбивства, зважаючи на активну бізнес- та політичну діяльність загиблого, вказують:
- Лідера «дніпропетровського клану» Павла Лазаренка.
- Українського олігарха і політика Юлію Тимошенко.

Як заявив генпрокурор Віктор Шокін у 2015 році, частина справи Щербаня разом з деякими справами Тимошенко була знищена колишнім генпрокурором В. Пшонкою напередодні втечі.

### Версії щодо «донецького клану»
Версія щодо причетності до убивства представників «донецького клану», базується на тому, що до них перейшла найбільша частина власності Євгена Щербаня (зокрема, Щербань був головним акціонером «Індустріального Союзу Донбасу», який об'єднував сотні підприємств), і вони конкурували зі Щербанем за владу в Донецькому регіоні. Версію відстоюють автори документальних книжок та фільмів, таких як:
- книжка «Донецкая мафия. Антология» (видана в березні 2006 року, російською)[3]. Авторські права належать Сергію Кузіну та Борису Пенчуку. Книга перевидана (з доповненнями) в 2008 році під назвою «Донецька мафія. Перезагрузка» (українською мовою).
- Документальний фільм журналіста Володимира Ар'єва «Донецька мафія» (28 хвилин, українською мовою), фільм було показано на телебаченні України влітку 2007 року.
- Документальний фільм Олександра Миронюка «Кримінальна окупація» (62 хвилини, російською), показано влітку 2007.

### Версії щодо Павла Лазаренка
Версію щодо причетності до убивства лідера «дніпропетровського клану» Павла Лазаренка виникла після втечі Лазаренка і висловлювалась представниками команди президента Леоніда Кучми з 2000 року. 

### Версії щодо Юлії Тимошенко
Версія щодо причетності до убивства українського олігарха Юлії Тимошенко виникла  після вбивства у 1996 році, але набула значного поширення після приходу до влади Віктора Януковича на тлі жорсткого політичного протистояння команди Януковича з командою Тимошенко, а згодом — кримінальної справи, відкритої проти Тимошенко, яка закінчилась ув'язненням Тимошенко. Ця версія активно озвучувалася, у тому числі, сином Щербаня. Проти цієї версії виступили на суді у 2013 році Леонід Кучма, Сергій Тарута, Віталій Масол та безпосередній вбивця Щербаня Вадим Болотських.
В 2013 році цю версію мав би підтвердити колишній бізнес-партнер Лазаренка Петро Кириченко, який свідчив у справі Лазаренка і дружина якого була затримана у Києві, проте і він таких свідчень не дав.